# Deu corsers
Deu Corsers és una sèrie de deu retrats realistes en color sobre cavalls pintats pel missioner jesuïta milanès Giuseppe Castiglione (pinyin: Lang Shinin) durant la seva estada a la cort imperial xinesa, del 1715 al 1766, any de la seva mort. Aquests quadres també presenten informació detallada i petits poemes sobre cadascun dels cavalls entregats com a tribut diplomàtic a l'emperador Qianlong, en tres idiomes : Xinès, manxú i mongol, afegits a mes endavant.
Els retrats eqüestres es conserven ara al Museu del Palau Nacional de la República de la Xina.

## Context
El 1743, Taiyiji Galdan Tsering, un líder mongol Oïrat (Zhengar) que vivia al Riu Ili a l'Oest de l'imperi xinès, va enviar cavalls com a present i homenatge a la cort imperial dels Qing. A causa de la seva naturalesa dòcil i el color de la seva crinera, l'emperador Qianlong bateja un d'aquests cavalls: (xinès tradicional 如意驄 / pinyin: Ruyicong (" Com-vulguis-clapat "). L'emperador va encarregar al pintor Giuseppe Castiglione que fes pintures monumentals d'aquests cavalls, de mida real. Així, el retrat de Xuediandiao té una mida gairebé real, cosa que indica que Castiglione va probablement pintar directament del model.
El cavall Xuediandiao va ser un present regalat a la cort imperial per Koruin Giynn Wang de Nomun Eehetu (Sinkiang), també pintat per Castiglione el 1743.

## Descripció
La peça artística que representa Ruyicong, va ser enriquida amb informació per part d'un membre de l'Acadèmia de Hanlin a la cort, les seves dimensions i els seus orígens vam ser redactades en xinès, en manxú i mongol. A la part superior del quadre hi ha un poema imperial datat el 1748. Les pintures poden haver estat realitzades entre 1743 i el 1748. 

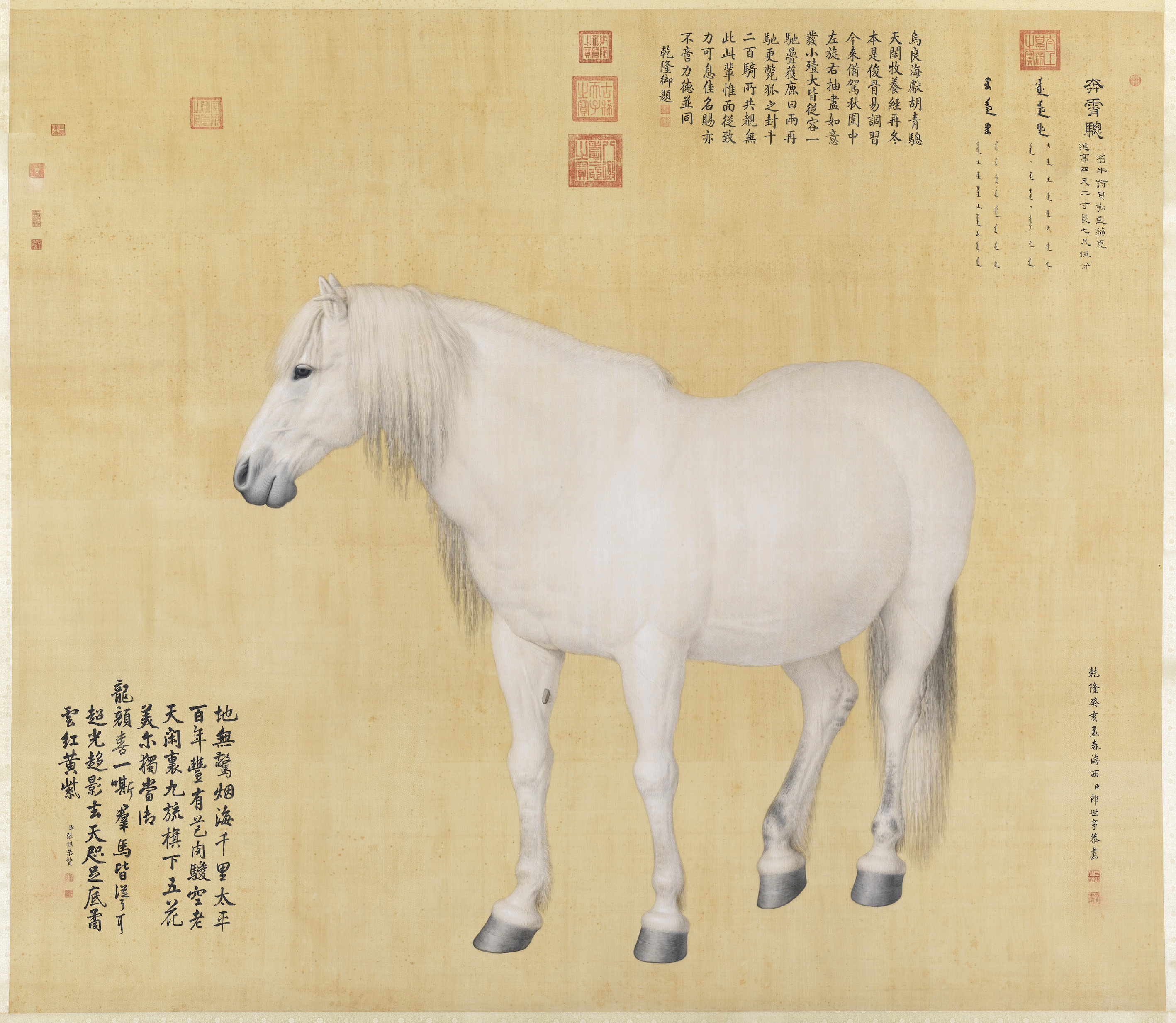
Benxiaocong (奔 霄 骢, 1743)
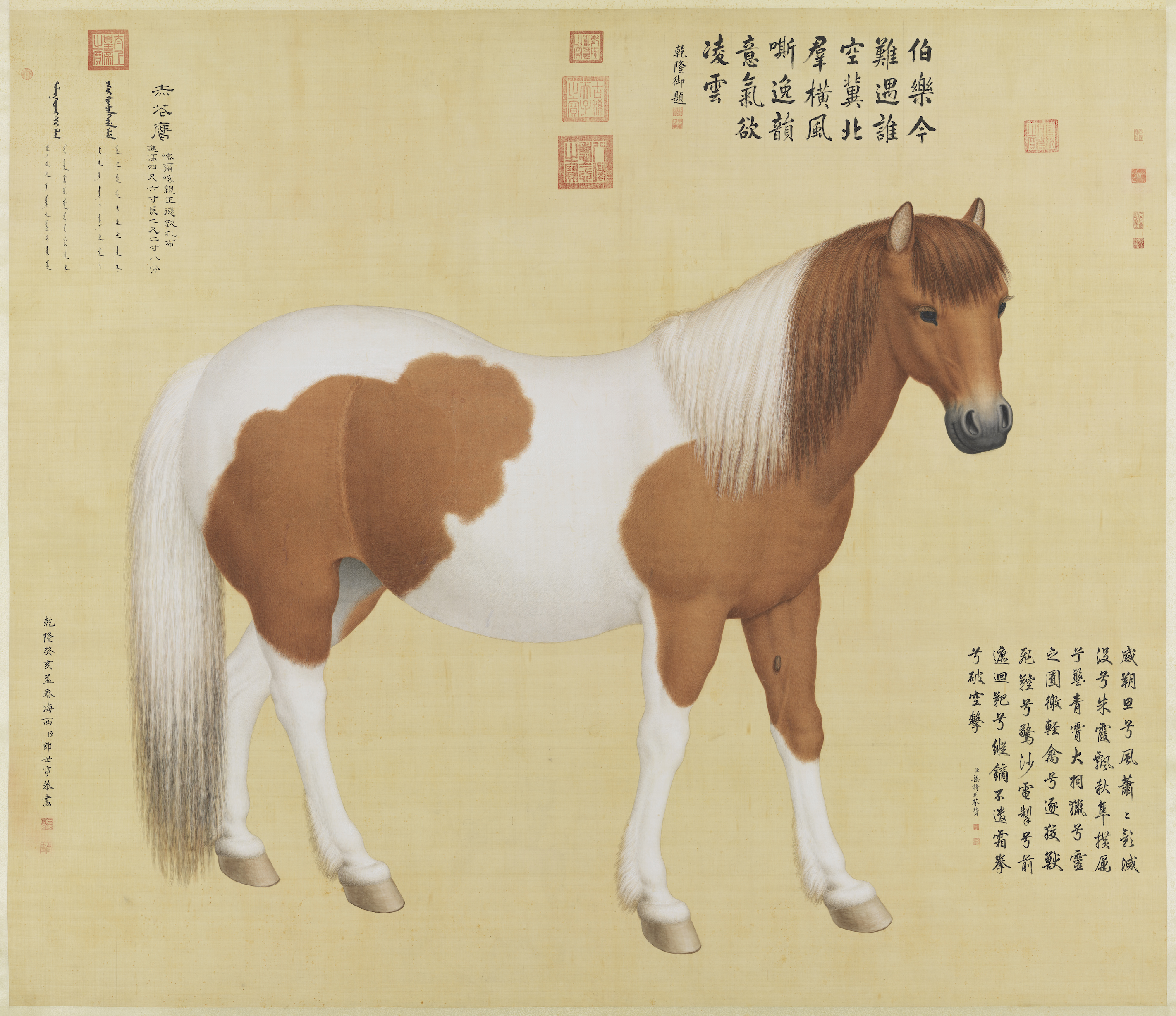
Chihuaying (赤 花 鹰, 1743)
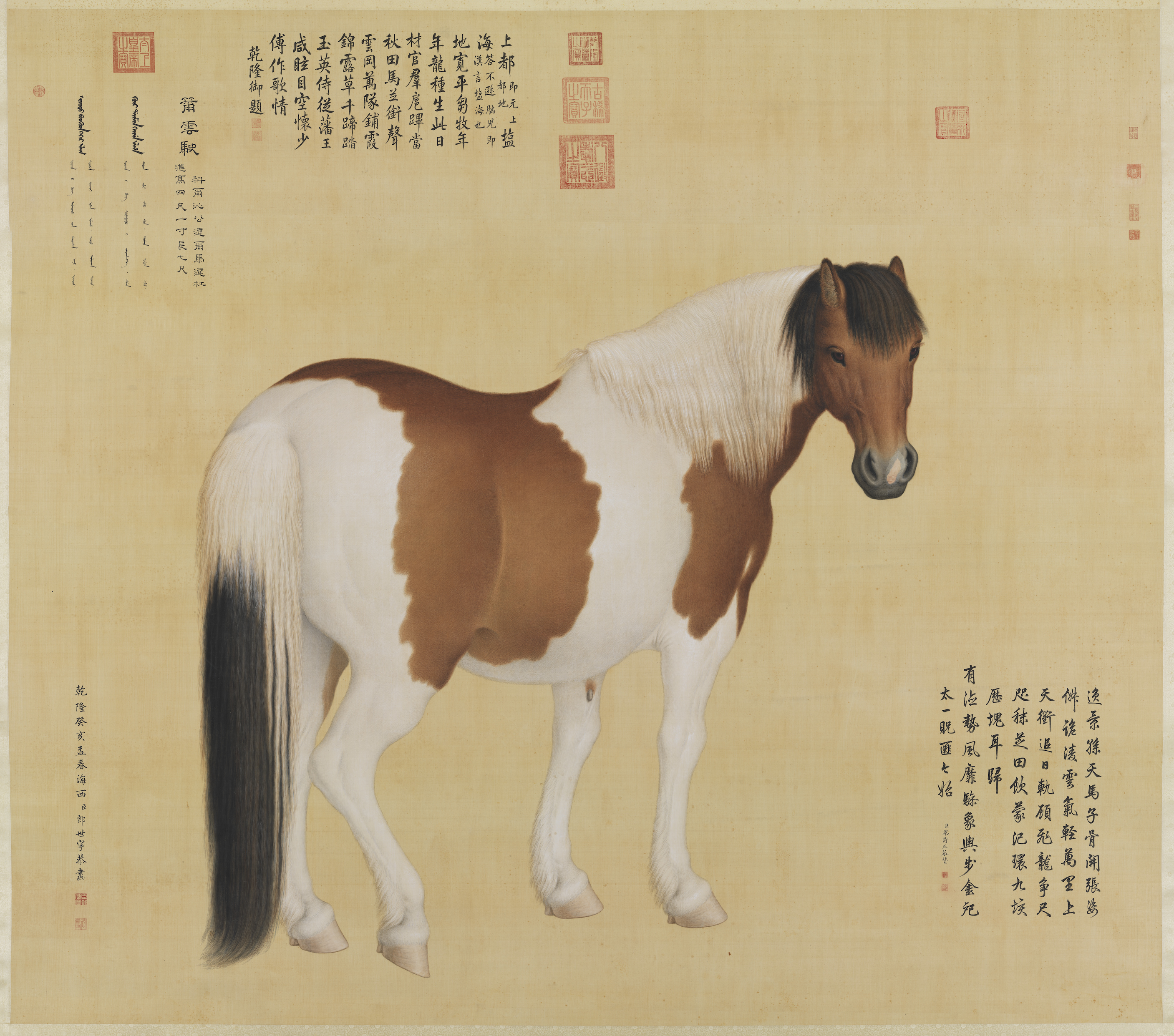
Nieyunshi (蹑 云 驶, 1743)
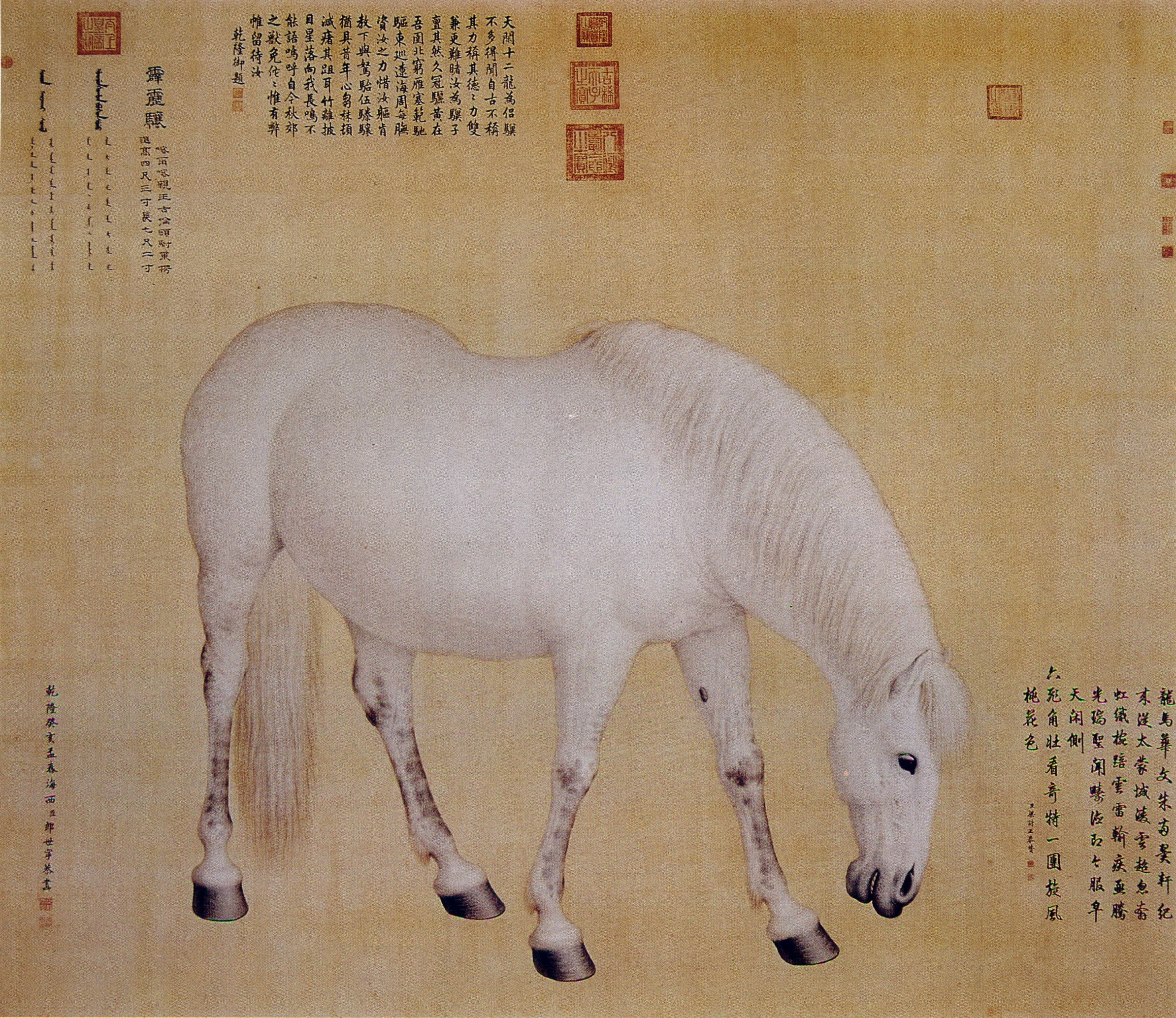
Pilixiang (霹雳 骧, 1743)
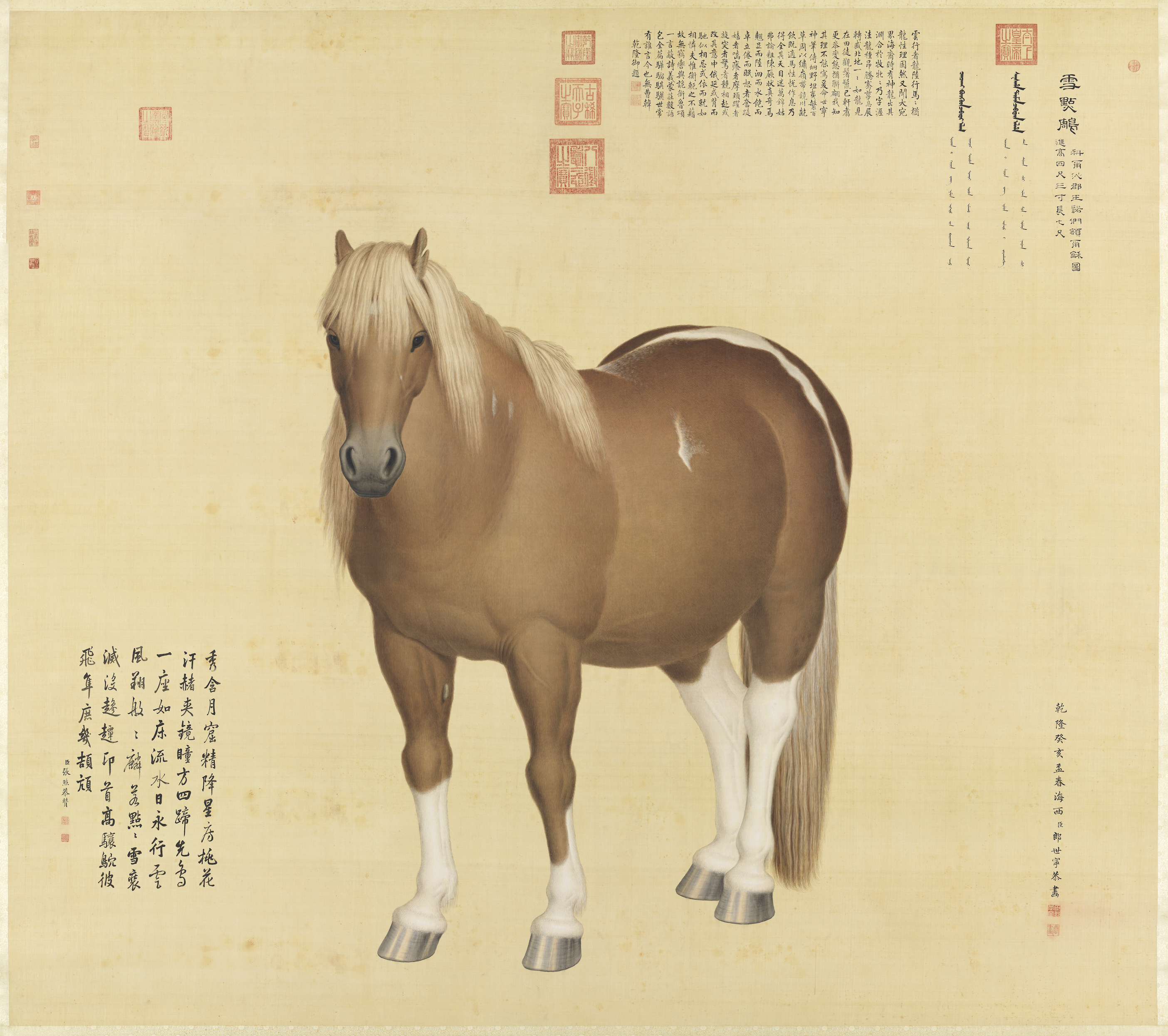
Xuediandiao
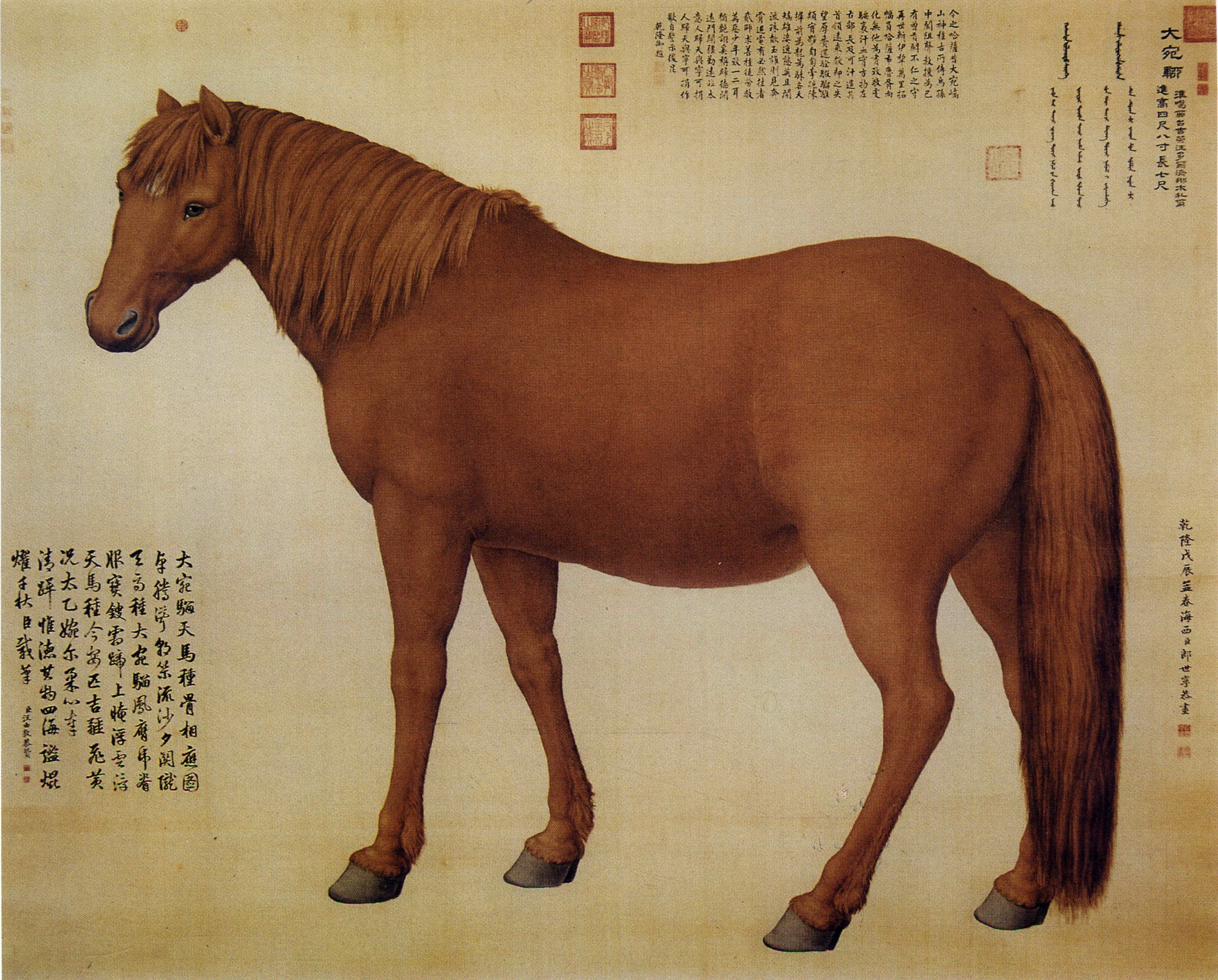
Dawanliu (大宛 骝, 1748)
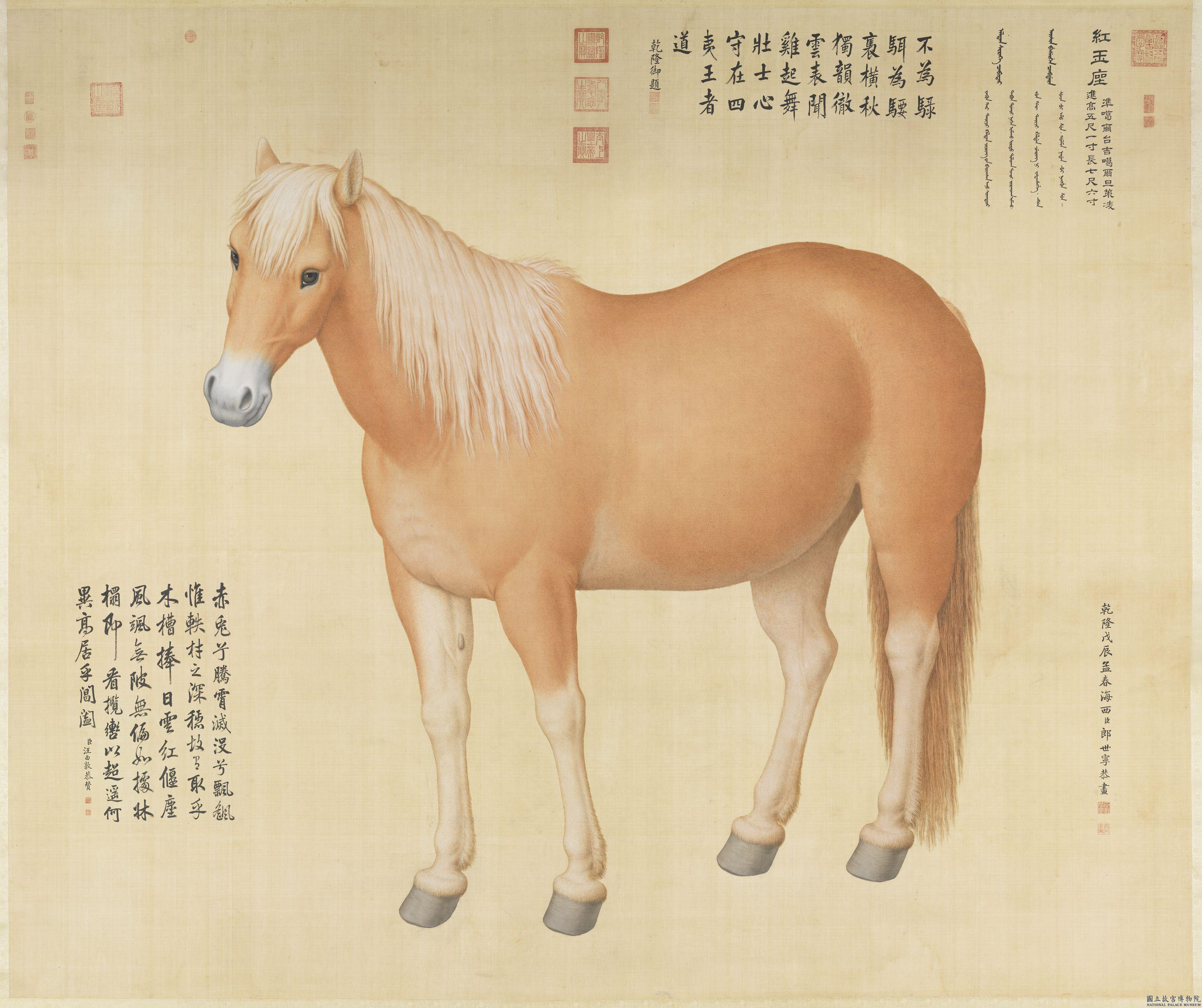
Hongyuzuo (红玉 座, 1748)
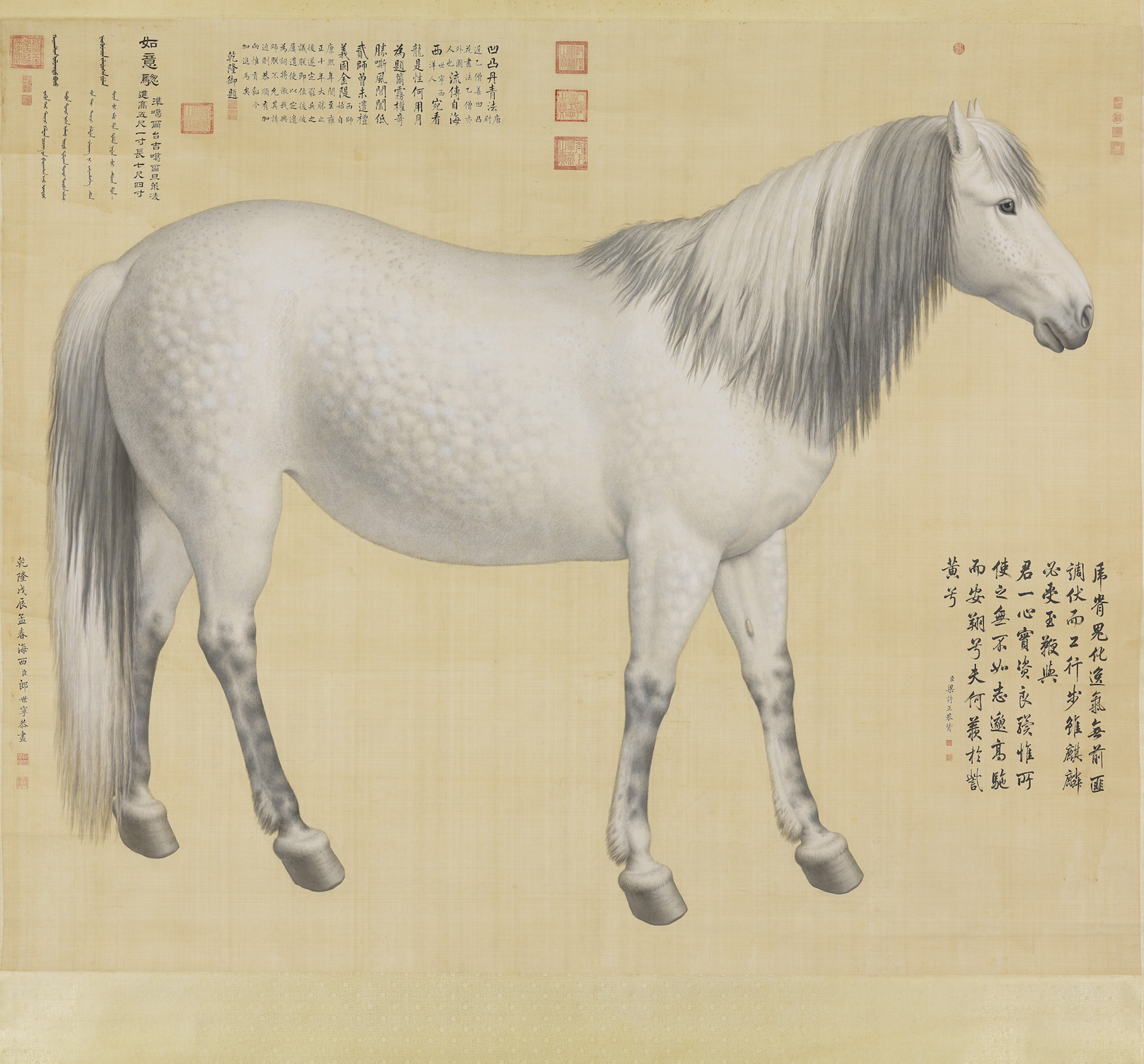
Ruyicong (如意驄, 1748)

 Els retrats de cavalls en color són altament realistes. Castiglione utilitza tècniques tant de la pintura europea com de la xinesa. Va fer un ús de les ombres i la perspectiva, llavors desconegudes en la pintura de l'imperi xinès. .

## Ubicació
Vuit dels deu quadres es troben al Museu del Palau Nacional de República de la Xina.
Es van publicar una sèrie de segells de correus que il·lustren els retrats del Deu Corsers el 1973 a Tapei (República de la Xina) i a Togo el 2003, durant l'any zodiacal del cavall.